# Hans Michelsensgatan

Hans Michelsensgatan är en gata i inre hamnområdet i Malmö.
På stadsingenjör Georg Gustafssons karta från 1871 finns Hans Mickelssons plats utsatt, medan magistraten i Malmö stad 1880 fastställde namnet Hans Mickelsensgatan, vilket sedermera ändrats till det nuvarande. Gatan, som är en tvärgata till Skeppsbron, är uppkallad efter Hans Michelsen (död 1532) som var borgmästare i Malmö, kung Kristian II:s rådgivare och reformationsverkets befordrare.
Då Malmö Spårvägs AB 1887 startade hästspårvägstrafik i staden blev gatan ändstation för trafiken till hamnen och efter kommunaliseringen 1905 trafikerade Malmö stads spårvägar gatan med elektriska spårvagnar från 1907 till 1936, då dessa ersattes med bussar.